# عزة الدوري
عزة إبراهيم الدوري (1 تموز/ يوليو 1942 - 26 تشرين الأول/أكتوبر 2020)، نائب رئيس جمهورية العراق والرجل البعثي الثاني إبان حكم البعث بقيادة الرئيس العراقي صدام حسين حيث شغل مركز نائب رئيس مجلس قيادة الثورة وشغل العديد من المناصب من بينها منصب وزير الداخلية العراقي ووزير الزراعة العراقي. بعد الغزو الأمريكي للعراق اختفى عزة الدوري وأعلن حزب البعث العراقي أنه تسلم منصب الأمين العام للحزب خلفًا للرئيس العراقي البعثي صدام حسين بعد إعدامه عام 2006، وأنه يوجد في سوريا لاجئًا عند حزب البعث السوري، نُسبت إليه تسجيلات صوتية ومرئية في فترات مختلفة منذ ذلك الحين، وظهر في أول تسجيل مرئي له في يوم 7 نيسان 2012 بمناسبة الذكرى الخامسة والستين لتأسيس حزب البعث العربي الاشتراكي. قالت بعض التقارير الأمريكية إن عزة الدوري هو القائد العسكري الفعلي لتنظيم الدولة الإسلامية (داعش) في العراق وسوريا.

## نسبه
عزة بن إبراهيم بن خليل بن رحيم بن أمين الحربي، ينتمي عزة الدوري إلى فخذ البو حربة وهي جزء من عشيرة المواشط في مدينة الدور، وهي عشيرة عريقة تنتسب إلى الأحامدة من قبيلة حرب في شبه الجزيرة العربية، سميت العشيرة بالمواشط نسبة إلى الشيخ محمد المشط.

## نشأته
ولد في مدينة الدور التي يكنى بها سنة 1942 لأخ وحيد ولأسرة متوسطة، كانت تمتهن تجارة تبادل المحاصيل بين المدن، توفي والده وهو في السادسة من عمره مما اضطره لعيش حياة قاسية منذ الطفولة حيث ذهب إلى مدينة سامراء للدراسة في إعدادية سامراء ثم انتقل إلى بغداد واستمر في الدراسة في ثانوية الأعظمية، وبعدها دخل كلية الزراعة (جامعة بغداد) «قسم الإرشاد الزراعي» وتخرج سنة 1963، وانضم الدوري إلى حزب البعث عندما كان طالبا في سامراء واستمر في الأنشطة والعمل السري للحزب حتى أصبح الشخصية الثالثة في الحزب، وكان من الأوائل الذين دخلوا القصر الجمهوري في انقلاب 17 تموز 1968، وكان لعزة الدوري نزعة صوفية معروفة، وفي السنين الأخيرة قبل سقوط النظام في العراق، كان مشرفا من قبل صدام حسين للحملة الإيمانية الحكومية.

## حياته الأسرية
تزوج عزة الدوري من خمس نساء، وله من الأبناء 11 ابنًا و13 بنتًا. البكر أحمد، إبراهيم، علي، ومن البنات، الكبيرة هوازن، عبلة، حمراء. وقد اشتهر باسم أبو أحمد وأبو حمراء.

## مهمات ومناصب
كان يشغل منصب نائب رئيس مجلس قيادة الثورة إبان حكم الرئيس صدام حسين وأنيطت به رتبة النائب العام لقائد القوات المسلحة بعد الغزو العراقي للكويت وكان وزيرًا للزراعة ووزيرًا للداخلية. وقد كان ملازمًا لصدام مثل ظله منذ اندلاع ثورة 17 تموز 1968 وحتى يوم أسر صدام حسين.
ولدى اندلاع حرب الخليج عام 1991 نقلت عنه صحيفة نيويورك تايمز تحذيره للأكراد من إثارة أية متاعب للحكم في بغداد.
كان المفاوض الرئيسي مع الشيخ سعد العبد الله السالم الصباح من الكويت لحل المشاكل الحدودية والتي أدت إلى الحرب بين البلدين وجرت تلك المفاوضات برعاية الملك فهد بن عبد العزيز. وكان الوحيد من زعماء العرب الذي قام بمحاولة إصلاح البين عندما حصل الخلاف بين العقيد معمر القذافي والملك عبد الله بن عبد العزيز في قمة لبنان العربية.
أنيطت به مهمة القيادة العسكرية للمنطقة الشمالية قبيل الغزو الأمريكي للعراق في أبريل/نيسان سنة 2003.

## محاولة اغتياله
نجا عزة الدوري في 22 نوفمبر 1998 من محاولة اغتيال عندما كان في زيارة إلى مدينة كربلاء جنوبي العاصمة بغداد.

## بعد الاحتلال
بعد عملية الغزو الأمريكي للعراق اختفى عزة الدوري وقامت القوات المسلحة الأمريكية برصد عشرة ملايين دولار لمن يتقدم بأي معلومات تقود إلى اعتقاله أو قتله، وقامت بوضع صورته على كرت ضمن مجموعة أوراق اللعب لأهم المطلوبين العراقيين من قبلها، حيث كان المطلوب السادس للقوات الأمريكية.
قال علي الندا شيخ عشيرة ألبو ناصر يوم 22 شباط سنة 2007 «إن عزة الدوري قادر على التأقلم مع أصعب الظروف حيث أنه كان في تموز لا يحب المكيّف، ويحمل معه خبز الشعير والماء أينما ذهب.»
نُسب له الإشراف على الكثير من العمليات المسلحة. كما نُسبت له مجموعة من التصريحات التي تدعو قطاعات مختلفة من الشعب العراقي لمقاومة الأمريكيين. أعلن حزب البعث العراقي نبأ وفاته في 11 نوفمبر 2005 ولكن الحزب نفى ذلك لاحقًا. كما زعم أنه تقلد منصب الأمين العام لحزب البعث بالعراق بعد صدام حسين. أدى ذلك إلى انشقاق في حزب البعث العراقي إلى جناحين أحدهما مؤيد للدوري والآخر مؤيد لمحمد يونس الأحمد وقد تبادل الطرفان مختلف تهم العمالة والخيانة، وفي أواخر سنة 2009 زعم أنه قام بتشكيل جبهة الجهاد والتحرير والخلاص الوطني المكونة من تحالف القيادة العليا للجهاد والتحرير وجبهة الجهاد والخلاص الوطني، والتي انبثق عنها تنظيم النقشبندية.

## الإعلان عن مقتله
في يوم الجمعة 17 أبريل 2015 أعلن التلفزيون العراقي الرسمي أن عزة الدوري قد قتل في عملية أمنية في منطقة حمرين شرق محافظة صلاح الدين، وذلك خلال مواجهات القوات الأمنية والحشد الشعبي مع مسلحين في منطقة حمرين بالقرب من حقول علاس، لكن حزب البعث العراقي نفى ذلك. وفي نفس اليوم نقلت الجثة لمقر السفارة الأمريكية في بغداد لأخذ عينة لمطابقتها بالحمض النووي الذي تحتفظ به السفارة.
وفي 15 مايو 2015 بثت قناة التغيير تسجيلًا صوتيًا لعزة الدوري، وذلك بعد نحو شهر من أنباء عن مقتله. فيما أكد زعيم التيار الصدري مقتدى الصدر في بيان له «أن الحديث عن مقتل الدوري مجرد ادعاءات، تهدف لتسييس الجهاد والانتصارات من قبل بعض الميليشيات.»

## تسجيلات صوتية ومرئية
هناك عدة تسجيلات صوتية ومرئية نشرت لعزة الدوري منذ اختفائه ومنها:
- 31 يوليو 2010: تسجيل صوتي منسوب إليه يدلي فيه خطابًا بمناسبة ثورة 17 تموز 1968 التي وصل من خلالها حزب البعث إلى الحكم في العراق وكان عزة الدوري أحد أهم المشاركين في تلك الثورة.
- 11 نوفمبر 2011: تسجيل صوتي له.[16]
- 7 نيسان 2012: تسجيل مرئي له في ذكرى تأسيس حزب البعث ويتحدث فيه عن إيران وتدخلاتها بالعراق ويؤكد أن حرب حزب البعث أصبحت ضد إيران ونفوذها في العراق.[17]
- 5 يناير 2013: تسجيل مرئي آخر بثته قناة العربية أعلن فيه أن حزب البعث يؤيد الاحتجاجات العراقية 2013 في محافظة الأنبار والمدن السنية الأخرى.[18]
- 30 يوليو 2013: تسجيل مرئي له بمناسبة ذكرى ثورة 17 تموز 1968.[19]
- 15 مايو 2015: تسجيل صوتي له.[20]
- 7 نيسان 2017: تسجيل صوتي له يدلي فيه خطابًا بمناسبة ذكرى تأسيس حزب البعث.[21]
- 7 نيسان 2018: تسجيل مرئي له يدلي فيه خطابًا بمناسبة ذكرى تأسيس حزب البعث.[22]
- 7 نيسان 2019: تسجيل مرئي له يدلي فيه خطابًا بمناسبة ذكرى تأسيس حزب البعث.[23]

## وفاته
أعلن حزب البعث العراقي يوم الإثنين 26 تشرين الأول/أكتوبر 2020 وفاة عزة الدوري المطلوب للحكومة العراقية، وقال حزب البعث المحظور في العراق في بيان إنه ينعى أمينه العام عزة الدوري، مشيرًا إلى أنه سيعلن اختيار شخصية عسكرية بديلة عنه.

## وصلات خارجية
- عزة إبراهيم نائب الرئيس صدام حسين - بي بي سي عربي.
- ماذا قالت رغد صدام حسين في نعيها لعزة الدوري؟ - سبوتنيك عربي.
- عزة الدوري على موقع IMDb (الإنجليزية)
- عزة الدوري على موقع إن إن دي بي (الإنجليزية)

| سبقه صدام حسين | الأمين العام لحزب البعث بالعراق 2006 – 2020 | تبعه صبار المشهداني |